# Cercanías Galicia
La red de Cercanías Galicia, también denominada Proximidades Galicia en gallego, es un servicio de trenes interurbanos que da servicio a la ciudad de Ferrol y a las comarcas de Ferrol y Ortegal, explotado por Renfe Cercanías AM, de la marca Renfe Operadora. Las estaciones empleadas, sin embargo, pertenecen a Adif. Está compuesta por una sola línea, la C-1f.
La red emplea la línea ferroviaria Ferrol-Bilbao, en su sección Ferrol-Pravia, de vía única no electrificada.

## Historia
La red de cercanías de Galicia es un proyecto de la Junta de Galicia y el Ministerio de Transportes que pretende dotar a la comunidad de una red de cercanías Renfe, utilizando primariamente las líneas que ya se usan para servicios de Media Distancia.

### Línea Ferrol-Gijón
El Estado fue el encargado de realizar unas obras que pretendían unir Ferrol con Gijón siguiendo la costa cantábrica. El ferrocarril de vía estrecha llegó a la ciudad de Ferrol el 1 de febrero de 1962, tras concluirse el tramo Ferrol-Santa María de Mera. Este fue fue más tarde ampliado hasta Ortigueira el 7 de febrero de 1964. Finalmente, el 6 de septiembre de 1972, se abrió al tráfico la línea completa hasta Gijón. Culminaba de esa forma un proyecto casi interminable que se había iniciado en 1886.
La gestión de la estación y la explotación del servicio recayeron en manos de FEVE hasta que en 2013 la explotación fue atribuida a Renfe Operadora y las instalaciones a Adif.

### Creación del núcleo
En la comunidad, el único servicio de Cercanías que existía era el ofrecido por FEVE y posteriormente Cercanías AM. En 2023, en el contexto de la integración tarifaria de las líneas del núcleo único de ancho métrico en sus respectivos núcleos de Asturias, Cantabria y Bilbao, las otras tres líneas de Cercanías AM se convirtieron en "subnúcleos", creándose así de facto el núcleo de Galicia dentro del núcleo de AM.
En 2024, el Gobierno nacional anunció que estudiarían la extensión del núcleo de Galicia a la red de ancho ibérico, más concretamente, con las líneas La Coruña-Ferrol y Vigo-Pontevedra. Esto crearía formalmente el núcleo de Galicia, con lo que dejaría de existir como subnúcleo de AM.

## Red actual
La red se compone las siguientes líneas:
| Línea | Recorrido           | Frecuencia | Flota     | Longitud | Estaciones |
| ----- | ------------------- | ---------- | --------- | -------- | ---------- |
|       | Ferrol ↔ Ortigueira | 30-120'    | FEVE 2700 | 52,6 km  | 24         |
| Total | Total               | Total      | Total     | 52,6 km  | 24         |

## Operación

### Horario
Los horarios de funcionamiento de los trenes de Cercanías de Galicia varían según destinos. Así, no todos los trenes llegan hasta Ortigueira, sino que la mayoría terminan en Jubia o San Sadurniño. Dependiendo de eso, la frecuencia de paso por sentido es aproximadamente de 30, 60 o 240 minutos, respectivamente para cada destino. Algunos de los trenes que llegan hasta Ortigueira son en realidad regionales cadenciados de las líneas  o , los cuales omiten las paradas menores de la línea. Las frecuencias están muy limitadas por la vía única de todo el trayecto, que determina las frecuencias.

Mapa de la línea C-1f

| Línea | Ferrol | Jubia | San Sadurniño | Ortigueira | Ribadeo | Oviedo |
| ----- | ------ | ----- | ------------- | ---------- | ------- | ------ |
|       | 07:25  | 07:38 | 07:51         |            |         |        |
|       | 07:53  | 08:05 |               |            |         |        |
|       | 08:20  | 08:32 | 08:46         | 09:38      | 11:26   | 15:42  |
|       | 08:55  | 09:07 |               |            |         |        |
|       | 09:35  | 09:47 | 10:01         | 10:52      |         |        |
|       | 10:45  | 10:57 | 11:11         | 12:03      | 13:53   |        |
|       | 11:45  | 11:57 |               |            |         |        |
|       | 12:25  | 12:37 | 12:50         |            |         |        |
|       | 13:00  | 13:12 | 13:27         | 14:19      |         |        |
|       | 14:20  | 14:32 | 14:46         |            |         |        |
|       | 14:45  | 14:57 | 15:10         | 16:01      |         |        |
|       | 15:30  | 15:42 | 15:56         | 16:47      | 18:38   | 23:05  |
|       | 16:25  | 16:38 | 16:50         |            |         |        |
|       | 18:10  | 18:22 | 18:35         |            |         |        |
|       | 19:05  | 19:17 | 19:31         | 20:24      | 22:15   |        |
|       | 20:05  | 20:16 | 20:30         | 21:22      |         |        |
|       | 21:20  | 21:32 | 21:45         |            |         |        |

### Zonificación
La red de Cercanías Galicia está diferenciada en 4 zonas distintas, que reciben los números del 1 al 4 en función de su distancia con la estación de Ferrol, epicentro de la red. El coste del viaje depende de las zonas que se traspasen. En caso de iniciar o terminar en una estación frontera, se asignará a la zona más beneficiosa para el pasajero. Estos son los diferentes municipios que componen la red y sus respectivas zonas:
| Zona | Municipios                               |
| ---- | ---------------------------------------- |
| 1    | Ferrol · Narón                           |
| 2    | San Saturnino · Moeche (Apalla y Moeche) |
| 3    | Moeche (resto) · Cerdido                 |
| 4    | Ortigueira                               |

Las últimas estaciones de cada núcleo, léase, Pedroso, Moeche y Cuqueira, son estaciones frontera con la siguiente zona.
En caso de ir más allá de la estación de Ortigueira hacia Oviedo, se aplican tarifas de Media Distancia y el precio depende del kilometraje.

### Tarifas
La red de Cercanías está parcialmente integrada en el sistema tarifario gallego. Aunque no comparten mapa de zonas con las autoridades coruñesas, las estaciones del núcleo permiten usar la tarjeta monedero de Galicia, la Tarxeta Metropolitana, con descuento. Esta tarjeta sólo funciona en las estaciones entre Ferrol y Pedroso de Narón. Para el resto de viajes hacen falta billetes expedidos por Renfe. Existen varios tipos de billetes válidos en Cercanías:
| Billete                 | Descripción                                                                                 | Precio (zonas) | Precio (zonas) | Precio (zonas) | Precio (zonas) |
| Billete                 | Descripción                                                                                 | 1              | 2              | 3              | 4              |
| ----------------------- | ------------------------------------------------------------------------------------------- | -------------- | -------------- | -------------- | -------------- |
| Billete sencillo        | Billete válido para viajar solo una vez, dos horas después de la compra                     | 1,65€          | 1,95€          | 2,65€          | 3,15€          |
| Billete de ida y vuelta | Billete válido para una ida y una vuelta que debe ser completada en el mismo día que la ida | 3,00€          | 3,55€          | 4,90€          | 6,05€          |
| Bonotren                | 10 viajes para utilizar en un mes                                                           | 10,35€         | 12,85€         | 18,65€         | 22,90€         |
| Abono Mensual           | 2 viajes al día durante un mes                                                              | 53,35€         | 58,80€         | 64,30€         | 83,80€         |
| Abono Ilimitado         | Viajes ilimitados durante un mes                                                            |                |                |                |                |

## Futuro

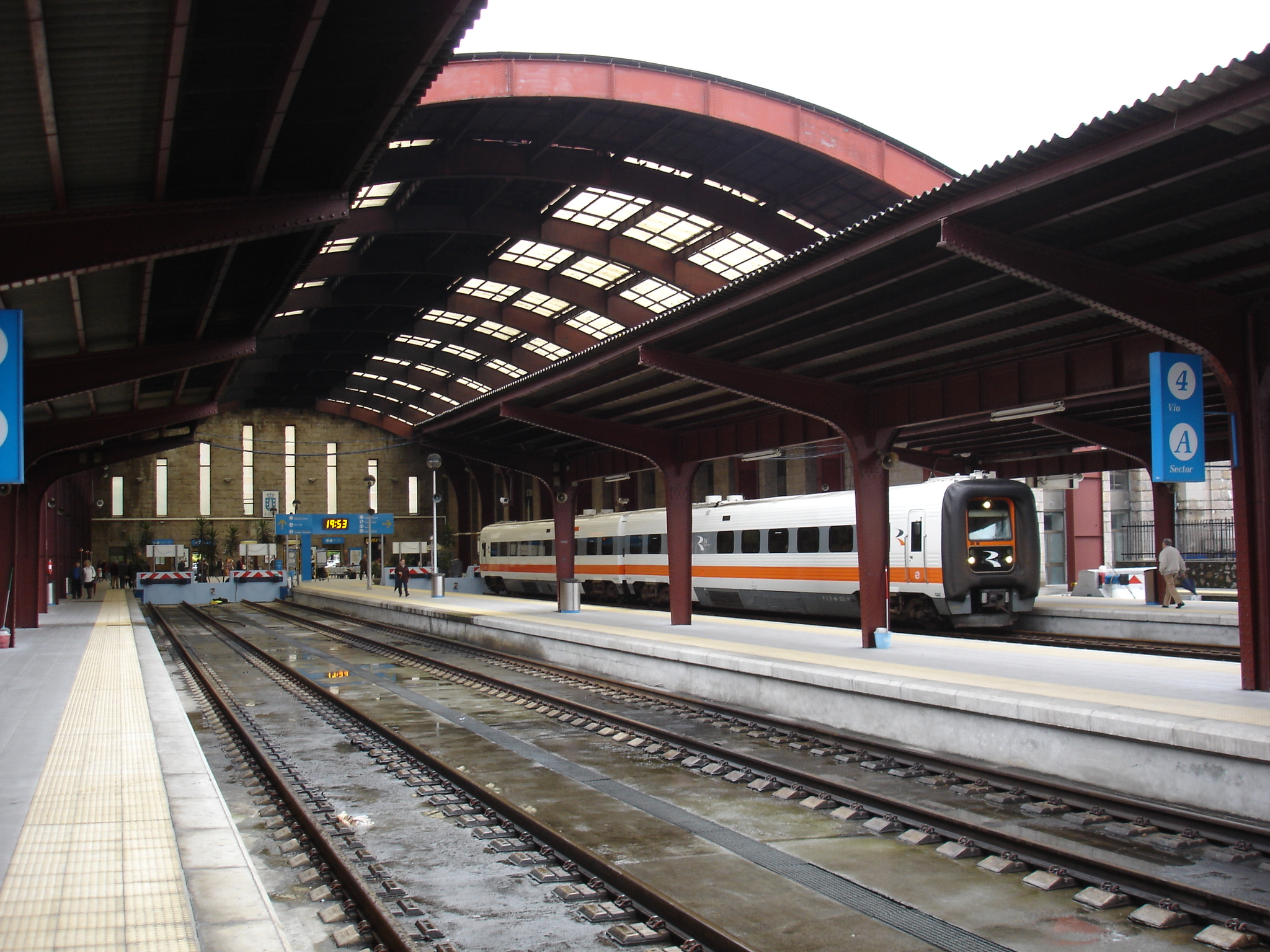
Estación de La Coruña, localidad a la que llegará la nueva línea de Cercanías

### Formalización del núcleo
En el contexto de la integración nacional de Cercanías AM en Cercanías, así como en el de creación de Cercanías de ancho métrico en Galicia, está previsto que se cree oficialmente el núcleo (sin ser un subnúcleo de AM) en 2026.

### Extensión a Viveiro(C-1f)
Las plataformas de defensa de la línea de Ferrol piden ampliar la línea hasta Viveiro, que en este momento sólo está servido por las regionales  y .

### Línea La Coruña-Ferrol
Usando la línea de ancho ibérico León-La Coruña desde su punto final hasta Betanzos y valiéndose después de su ramal hasta Ferrol, este servicio sustituiría la línea 5 de Renfe Media Distancia, de trazado idéntico.

### Línea Vigo-Pontevedra
Esta línea usaría el ferrocarril de ancho ibérico Redondela-Santiago desde Pontevedra hasta su punto inicial y se valdría después del ramal Chapela hasta Vigo. Este servicio está actualmente cubierto por la línea 1 de Media Distancia, La Coruña-Vigo.